# Elias Gottlob Haussmann
Elias Gottlob Haussmann (conocido como Haußmann o Hausmann) (1695, Gera - 11 de abril de 1774) fue un pintor alemán de fines del periodo barroco. Haussmann sirvió como pintor de la corte en Dresde, y desde 1720, como retratista oficial en Leipzig. Es conocido principalmente por su retrato de Johann Sebastian Bach que realizó en 1746.
Elías fue un discípulo de su padre, pintor de la corte del príncipe de Hesse, Elias Haussmann (1663-1733). Él mismo estaba en servicio del príncipe de Hesse cuando por primera vez se le menciona en septiembre de 1717, en una carta de recomendación de la corte de Ernst Ludwig de Hesse-Darmstadt como un "hijo del pintor de la corte".
La recomendación le permitió realizar un viaje de estudio por Alemania, donde conoció al retratista Francesco Carlo Rusca de Lugano, que lo adoptó como estudiante. Durante este tiempo, el pintor de la corte de Dresde, Adán Mányoki dio testimonio favorable de Haussmann, y en 1720 fue el retratista oficial de la ciudad de Leipzig, pero dejó la ciudad en 1722, probablemente debido a las diferencias con el gremio los pintores. También hacia 1729 y 1742 se documentan disputas con el gremio de los pintores , pues hacía trabajos de los ciudadanos a pesar de los acuerdos con el gremio (1729).
Estas disputas también se esgrimen como el motivo por el cual Mányoki le retiró su recomendación.
En 1723 Haussmann estaba en Dresde pintando para el Elector de Sajonia y rey de Polonia. En 1725 volvió a Leipzig. Desde 1726 se hizo cargo, comenzando con un retrato del Kramer Master JH Linke, y toma la clientela de sus predecesores, hasta que en los años 60 fue sustituido del todo por Ernst Gottlob y Anton Graff. Durante un tiempo Haussmann fue también un pintor del clero de la Iglesia Evangélica Iglesia Reformada.
- Datos: Q659736
- Multimedia: Elias Gottlob Haußmann / Q659736